# Igralište Batarija

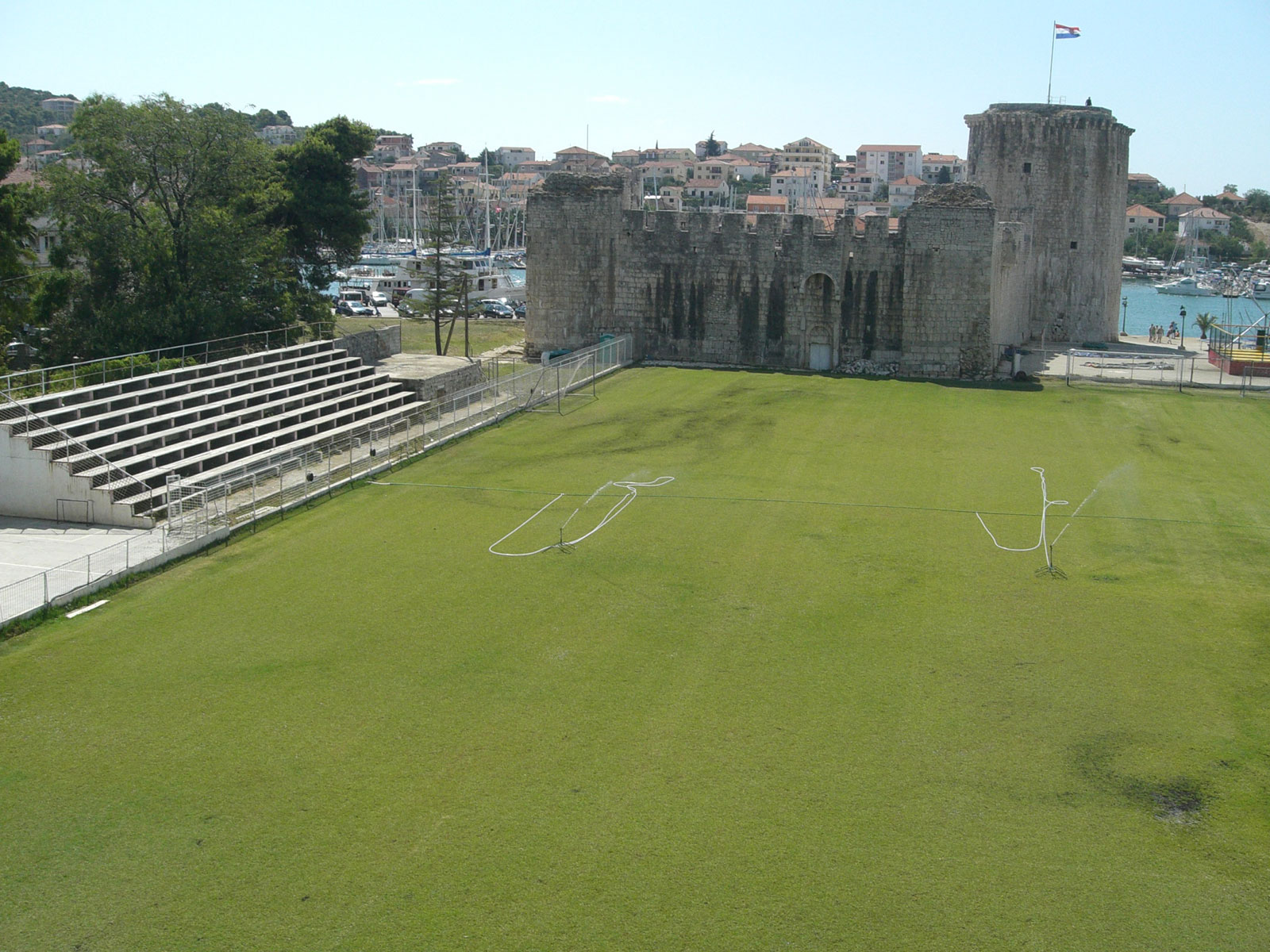
El Castillo del Camarlengo y Batarija

Batarija (en croata: Igralište Batarija) es un estadio de fútbol ubicado en Trogir, Croacia.

## Historia
Igralište Batarija es el estadio del equipo croata HNK Trogir.
Igralište Batarija ha recibido atención de los medios extranjeros porque el estadio está ubicado entre dos sitios declarados Patrimonio de la Humanidad por la UNESCO: el castillo del Camarlengo y San Marco.
En 2019, HNK Trogir recibió fondos para renovar Igralište Batarija.